# Resistance (sèrie de televisió)
Resistance (estrenat com a Rebellion Season 2 a Netflix) és una sèrie de televisió irlandesa de l'any 2019, produïda per la RTÉ i escrita per Colin Teevan, ambientada en els esdeveniments de la Guerra d'Independència Irlandesa.
Iniciada amb els fets del Diumenge Sagnant de 1920, és la seqüela de la sèrie de televisió de 2016 Rebellion, la qual s'ambientà en l'Alçament de Pasqua de 1916.

## Producció
La sèrie començà a filmar-se l'octubre de 2016, poc després de la finalització de la seva preqüela.

## Repartiment

### Personatges deRebellion
- Brian Gleeson - Jimmy Mahon, un veterà de guerra ara servint a l'IRA.
- Jordanne Jones - Minnie Mahon
- Jaeylynne Wallace Ruane - Sadie Mahon
- Millie Donnelly - Gracie Mahon
- Michael Ford-Fitzgerald - Harry Butler, banquer ric de qui el govern rebel busca fons.
- Gavin Drea - Michael Collins, director d'Intel·ligència de l'IRA, un carismàtic i obstinat dirigent. (Collins fou interpretat per Sebastian Thommen a Rebellion)

### Personatges nous
- David Wilmot - Patrick (Paddy) Mahon, el germà de Jimmy, un membre del Royal Irish Constabulary
- Stanley Townsend - Daniel Shea, un irlandès-estatunidenc, senador dels EUA, solidari amb el moviment independentista
- Conall Keating - Donal Bradley, voluntari de l'IRA
- Simone Kirby - Ursula Sweeney, funcionària del Castell de Dublín
- Aoife Duffin - Éithne Drury, periodista republicà
- Natasha O'Keeffe - Agnes Moore, la germana d'Ursula, una advocada que treballa al Dáil Courts
- Catherine Walker - Constance Butler, simpatitzant republicana, muller de Harry Butler
- Fergal McElherron - Maurice Jacobs, advocat i agent del govern rebel.
- Ben Smith - Robbie Lennox, periodista socialista anglès, basat en l'històric Frank Digby Hardy
- Andrew Bennet - Arthur Griffith, Ministre d'Afers Domèstics i vicepresident del Sinn Féin
- Craig Parkinson - capità David McLeod, soldat britànic.
- Conor MacNeill - Diarmuid McWilliams, periodista republicà.
- Aoibhínn McGinnity - Josephine Carmichael, cantant de cabaret i amant de Harry Butler
- Matthew Hopkinson - Albert Finlay, un Black and Tan esbojarrat
- Paul Ritter - general Ormonde Winter, cap d'Intel·ligència del Castell de Dublín
- Hugh O'Conor - Lawrence Moore, metge dels simpatitzants republicans, marit de l'Agnes Moore
- Imogen Doel - Lily Lawlor, mecanografista del Castell de Dublín
- Barbara Bergin - senyora Lyons, terratinent
- Brian Doherty - Franc Brogan, dirigent de l'IRA

## Episodis
| Núm. | Títol       | Data d'estrena |
| ---- | ----------- | -------------- |
| 1    | "Episode 1" | 6 gener 2019   |
| 2    | "Episode 2" | 13 gener 2019  |
| 3    | "Episode 3" | 20 gener 2019  |
| 4    | "Episode 4" | 27 gener 2019  |
| 5    | "Episode 5" | 3 febrer 2019  |

## Recepció
El primer episodi fou criticat per incongruència amb els fets històrics; Teevan hagué de posar el seu càrrec a disposició, admeté en una entrevista al The Irish Times.
The Irish Catholic criticà quan anomenaren "monges dolentes" a la subtrama; a l'esdeveniment històric en el qual es guió es basà, Josephine Marchment Brown, una vídua que treballà a la Caserna Victòria de Cork perdé la custòdia del seu fill en benefici dels seus cunyats, que el portaren a Gal·les. L'IRA segrestà el noi i el retornà a la mare a canvi de passar informació a ells. Realment, les adopcions estrangeres de criatures de mares sense custòdia descrites a la sèrie no començaren fins a la dècada de 1940.
El periodista Chris Wasser, de l'Irish Independent, atorgà tres estrelles al primer episodi, dient «El que tenim aquí és un drama capaç i competent que, tot i que voreja els límits, suggereix que podríem estar en una carrera més forta i estreta que la darrera vegada. […] No és gairebé tan vital ni tan emocionant com ha de ser, i la direcció plana de Catherine Morshead no ajuda. Però hi ha alguna cosa aquí».
El web IrishCentral fou més positiu, dient «El primer episodi de Resistance està deliciosament argumentat amb lleialtat, traïció, ironia, però sobretot, el valor dels dublinesos comuns prenent el servei d'intel·ligència més gran en el món i, tal com la història ens diu, finalment guanyant. No es pot oblidar Resistance».